# Mistrzostwa Europy Juniorów w Saneczkarstwie 1987
30. Mistrzostwa Europy juniorów w saneczkarstwie 1987 odbyły się 27 stycznia w Sarajewie, w Jugosławii. Rozegrane zostały trzy konkurencje: jedynki kobiet, jedynki mężczyzn oraz dwójki mężczyzn. W klasyfikacji medalowej najlepsi byli reprezentanci Niemieckiej Republiki Demokratycznej.

## Terminarz
| Data           | Miejscowość | Konkurencja      | Złoto                     | Srebro                      | Brąz                           |
| -------------- | ----------- | ---------------- | ------------------------- | --------------------------- | ------------------------------ |
| 17 lutego 1987 | Sarajewo    | Jedynki kobiet   | Jana Bode                 | Susi Erdmann                | Dana Riedel                    |
| 17 lutego 1987 | Sarajewo    | Jedynki mężczyzn | Gerhard Plankensteiner    | Helmut Hölzlwimmer          | Alexander Bau                  |
| 17 lutego 1987 | Sarajewo    | Dwójki mężczyzn  | Marco Ernst Olaf Paschold | Kurt Brugger Wilfried Huber | Hermann Müller Daniel Schubert |

## Wyniki

### Jedynki kobiet
- Data / Początek: Wtorek 17 lutego 1987

| Medal | Zawodniczka          | Narodowość |
| ----- | -------------------- | ---------- |
|       | Jana Bode            | RFN        |
|       | Susi Erdmann         | NRD        |
|       | Dana Riedel          | NRD        |
| 4.    | Swietłana Wargas     | ZSRR       |
| 5.    | Swietłana Pichota    | ZSRR       |
| 6.    | Christina Knauer     | NRD        |
| 7.    | Gerda Weissensteiner | Włochy     |
| 8.    | Kerstin Langkopf     | RFN        |
| 9.    | Lilija Łudan         | ZSRR       |
| 10.   | Doris Neuner         | Austria    |
| 11.   | Manuela Astner       | Włochy     |
| 12.   | Bianca Schneider     | RFN        |
| 13.   | Angelika Neuner      | Austria    |
| 14.   | Karin Flörl          | Austria    |
| 15.   | Beata Szarejko       | Polska     |
| 16.   | Margit Paar          | RFN        |
| 17.   | Renata Rawska        | Polska     |
| 18.   | Irina Lobowa         | ZSRR       |
| 19.   | Danieła Jordanowa    | Bułgaria   |
| 20.   | Albena Zdrawkowa     | Bułgaria   |
| 21.   | Liubka Filipowa      | Bułgaria   |

### Jedynki mężczyzn
- Data / Początek: Wtorek 17 lutego 1987

| Medal | Zawodnik               | Narodowość |
| ----- | ---------------------- | ---------- |
|       | Gerhard Plankensteiner | Włochy     |
|       | Helmut Hölzlwimmer     | RFN        |
|       | Alexander Bau          | NRD        |
| 4.    | Mario Swieder          | NRD        |
| 5.    | Karsten Albert         | NRD        |
| 6.    | Aiwis Schwans          | ZSRR       |
| 7.    | Oleg Gorełow           | ZSRR       |
| 8.    | Hermann Müller         | RFN        |
| 9.    | Mikael Holm            | Szwecja    |
| 10.   | Gerhard Gleirscher     | Austria    |
| 11.   | Georg Neunhäuserer     | Włochy     |
| 12.   | Wilfried Huber         | Włochy     |
| 13.   | Steffen Leischsenring  | NRD        |
| 14.   | Markus Schmidt         | Austria    |
| 15.   | Norbert Rosenberger    | RFN        |
| 16.   | Herbert Studer         | Austria    |
| 17.   | Mario Tomaselli        | Austria    |
| 18.   | Aleksander Opanasenko  | ZSRR       |
| 19.   | Artue Dzenis           | ZSRR       |
| 20.   | Elko Karaczołow        | Bułgaria   |
| 21.   | Christian Aegerter     | Szwajcaria |
| 22.   | Rudolf Grösswang       | RFN        |
| 23.   | Rafał Zasada           | Polska     |
| 24.   | Ada Rusnak             | Polska     |
| 25.   | Jarosław Kołodziej     | Polska     |
| 26.   | Adnan Ahatovic         | Jugosławia |
| 27.   | Ogor Spiric            | Jugosławia |

### Dwójki mężczyzn
- Data / Początek: Wtorek 17 lutego 1987

| Medal | Zawodnik                             | Narodowość |
| ----- | ------------------------------------ | ---------- |
|       | Marco Ernst Olaf Padchold            | NRD        |
|       | Kurt Brugger Wilfried Huber          | Włochy     |
|       | Hermann Müller Daniel Schubert       | RFN        |
| 4.    | Michael Spiess Volker Ansorg         | NRD        |
| 5.    | Kirijanow Rogosin                    | ZSRR       |
| 6.    | Norbert Rosenberger Rudolf Grösswang | RFN        |
| 7.    | Sandris Birbiks Karklinsch           | ZSRR       |
| 8.    | Gerhard Glierscher Markus Schmidt    | Austria    |
| 9.    | Peter Schmid Mario Tomaselli         | Austria    |
| 10.   | Rafał Zasada Jarosław Kołodziej      | Polska     |
| 11.   | Elko Karaczołow Panaiot Angelow      | Bułgaria   |
| 12.   | Lewan Tibiłow Kacha Wachtangiszwili  | ZSRR       |

## Klasyfikacja medalowa
| Miejsce | Państwo |   |   |   | Razem |
| ------- | ------- | - | - | - | ----- |
| 1.      | NRD     | 1 | 1 | 2 | 4     |
| 2.      | RFN     | 1 | 1 | 1 | 3     |
| 3.      | Włochy  | 1 | 1 | 0 | 2     |